# Pnigalio tardulus
Pnigalio tardulus är en stekelart som först beskrevs av Christian Gottfried Daniel Nees von Esenbeck 1834.  Pnigalio tardulus ingår i släktet Pnigalio och familjen finglanssteklar. Inga underarter finns listade i Catalogue of Life.